# Charles Mercier
Pour les articles homonymes, voir Mercier.
Charles Mercier, né à Paris le 11 mai 1856 et mort à Pornichet en juin 1932, est un homme politique et une figure marquante de la commune de Pornichet, dans le département français de la Loire-Atlantique. Premier maire de la commune à l'indépendance de celle-ci, survenue en 1900, il a contribué à son développement comme station balnéaire.

## Biographie
Charles Mercier est un avocat parisien né en 1856, dans une famille de chirurgiens réputés.
Il s'installe à Pornichet en 1880, y achète des terres et, à la tête de la Société civile immobilière de Pornichet, il crée en 1886 le lotissement Sainte-Marguerite.
Adjoint spécial à la mairie de Saint-Nazaire — dont dépendent alors les quartiers de Sainte-Marguerite et de Saint-Sébastien — il devient le premier maire de Pornichet à sa création en 1900.
Durant ses mandats, il développe la localité, assainissant les marais salants, la dotant des bâtiments publics (école, hôtel de ville, poste) et équipements (gaz, voirie) principaux.
Il démissionne pour raisons de santé de son poste de maire en 1908, tout en demeurant conseiller municipal jusqu'en 1918.
Il meurt en 1932.